# Giudicarie
Le Giudicarie (val Giudicarie, valli Giudicarie en italien et Judikarien en allemand) est une vallée de la province du Trentin dans la région du Trentin-Haut-Adige (Italie). La commune de Storo est la plus peuplée de la vallée (4 454 habitants).

## Toponymie
Le terme « Giudicarie » signifie « district judiciaire » et remonte aux traditions légales du haut Moyen Âge. « Judicaria » a été utilisé pendant la période de domination des Lombards (VIe siècle au VIIIe siècle) pour faire référence aux districts territoriaux hérités de l'organisation militaire de l'époque romaine. La première référence à ce nom a été retrouvée dans un testament de l'évêque Notecherius de Vérone en l'an 927.

## Géographie
La vallée a été creusée par les rivières Sarca (Sarca di Val Genova, Sarca di Nambrone et Sarca di Campiglio) et Chiese. Le point le plus élevé du val Giudicarie est la cima Presanella d'une altitude de 3 558 m. Le val Giudicarie est la porte d'accès au parc naturel Adamello Brenta et possède un grand lac glaciaire, le lac d'Idro.
Le val Giudicarie se divise entre le Giudicarie intérieur (en italien Giudicarie Interiori) et le Giudicarie extérieur (en italien Giudicarie Esteriori).
Le Giudicarie intérieur comprend :

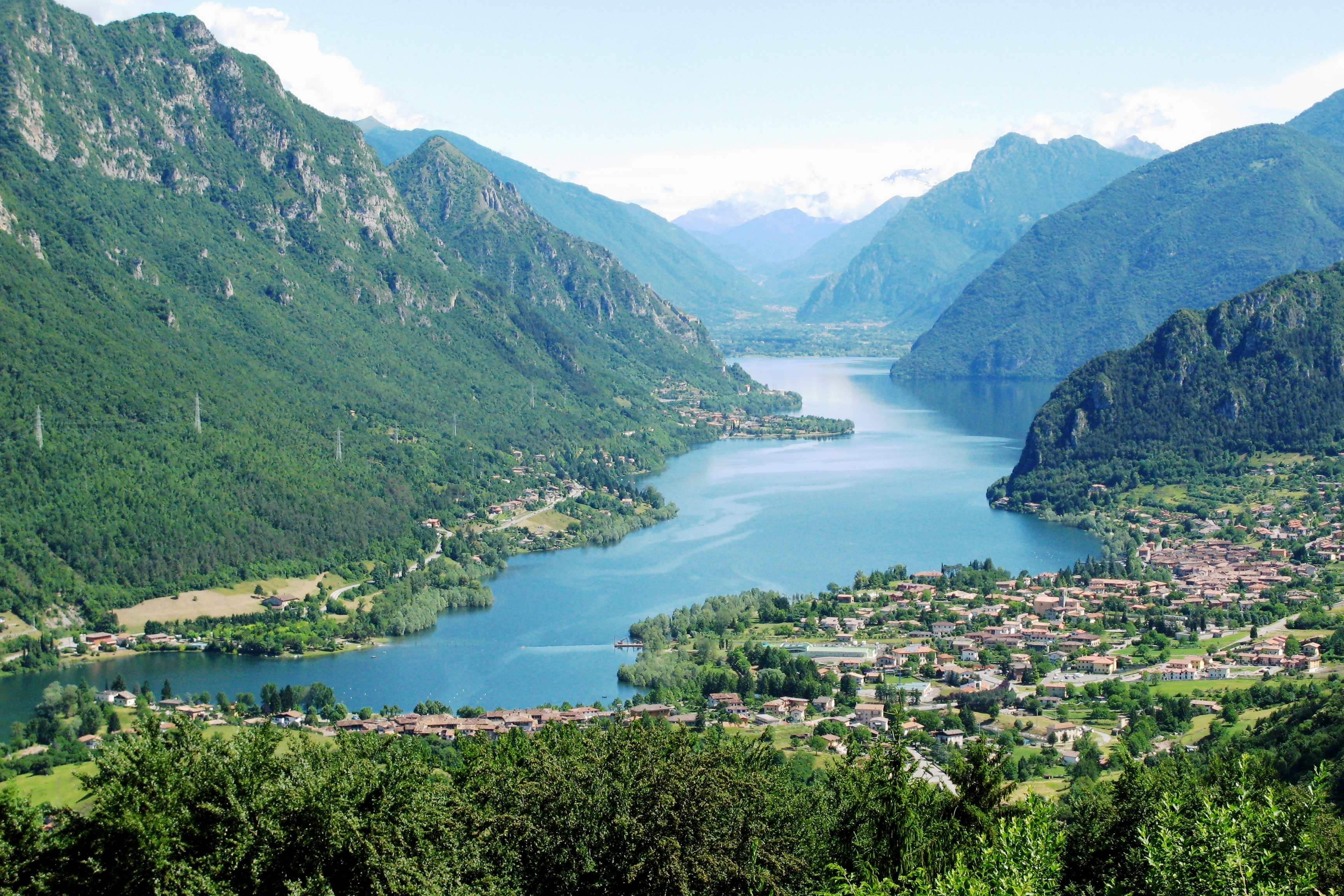
Le lac d'Idro.

- le val Rendena (du col de Campo Carlo Magno à la rivière Finale), intercalé entre le massif de l'Adamello-Presanella à l'ouest et le massif de Brenta à l'est ;
- la Busa de Tione di Trento (de la rivière Finale au col de Bondo et à la gorge de Ponte Pià - col de Durone) ;
- la vallée de Chiese (du col de Bondo au lac d'Idro).

Le Giudicarie extérieur comprend :
- San Lorenzo in Banale (sur la rive gauche de la rivière Sarca) ;
- Bleggio (sur la rive droite de la rivière Sarca et sur la rive gauche du torrent Duina) ;
- Lomaso (sur la rive droite de la rivière Sarca et sur la rive droite du torrent Duina).

Au niveau géologique, le val Giudicarie intérieur voit la coexistence de deux mondes rocheux : les Dolomites du massif de Brenta, avec des roches sédimentaires calcaires qui témoignent de la présence d'anciennes mers, et les roches magmatiques intrusives cristallines du massif de l'Adamello-Presanella, dont l'aspect ressemble fort au granite.

## Histoire
Au Moyen Âge, le val Giudicarie tombe sous l'emprise de la principauté épiscopale de Trente. À partir de 1511, les principautés épiscopales de Trente et de Brixen (Bressanone) forment une confédération perpétuelle avec le comté princier de Tyrol sous le règne de la maison autrichienne de Habsbourg, tout en conservant leur autonomie. La principauté est sécularisée par le traité de Lunéville en 1801 et finalement rattachée au comté de Tyrol par le recès d'Empire en 1803. En 1805, le territoire est attribué au nouveau royaume de Bavière, puis, en 1810, au royaume d'Italie créé par Napoléon Ier. Lors du congrès de Vienne en 1814, il revient à l'empire d'Autriche et est annexé au comté de Tyrol. Face au nouvel État italien créé au milieu du XIXe siècle, l'Autriche-Hongrie érige dans le val Giudicarie des fortifications appelées le barrage de Lardaro, au sud du massif d'Adamello-Presanella avec les forts Larino (1860-1861), Danzolino (1860-1862), Corno (1890-1894), Revegler (1860-1862) et Carriola (1911-1915). Après la Première Guerre mondiale, le val Giudicarie est définitivement annexé à l'Italie en vertu du traité de Saint-Germain-en-Laye en 1919.

## Économie
Pendant longtemps, les habitants du val Giudicarie ont vécu de l'élevage et de l'agriculture. Ces ressources étant insuffisantes, une partie de la population était forcée de s'expatrier.
Aux ressources traditionnelles du val Giudicarie s'est ajouté au XXe siècle le tourisme d'été et d'hiver. En été, il est possible de profiter de nombreux itinéraires de randonnée, de voies d'escalade, de via ferrata, etc. En hiver, le val Rendena est renommé de longue date pour ses stations de ski de Pinzolo et surtout Madonna di Campiglio qui accueillent des compétitions de ski internationales.